# Зоркий (стадион)
Стадион «Зоркий» — спортивное сооружение в г. Красногорске, Россия. Домашняя арена для одноимённых футбольного и хоккейного клубов.

## История

Памятник Евгению Папугину

По одной из версий, сначала на месте современного стадиона «Зоркий» в 1934 году был построен заводской стадион с деревянными трибунами, по другой же версии — он был возведён за несколько месяцев до начала Великой Отечественной войны. В военное время стадион был разрушен — дров не хватало, и в печку быстро ушли все деревянные скамейки и ворота.
Вновь стадион был отстроен лишь в 1948 году.
В 2002 году стадион прошёл реконструкцию: были установлены современные холодильные установки, козырьки над трибунами, новые раздевалки, а также современное информационное табло. Торжественное открытие стадиона состоялось 24 ноября 2002 года. Тогда же возле стадиона был открыт памятник Евгению Папугину.

## Технические характеристики
- Искусственный лёд
- Искусственная трава
- Размеры поля: 105 × 65 м
- Средняя освещённость: 800 люкс
- Вместимость: 8 000